# Giorgio di Simone

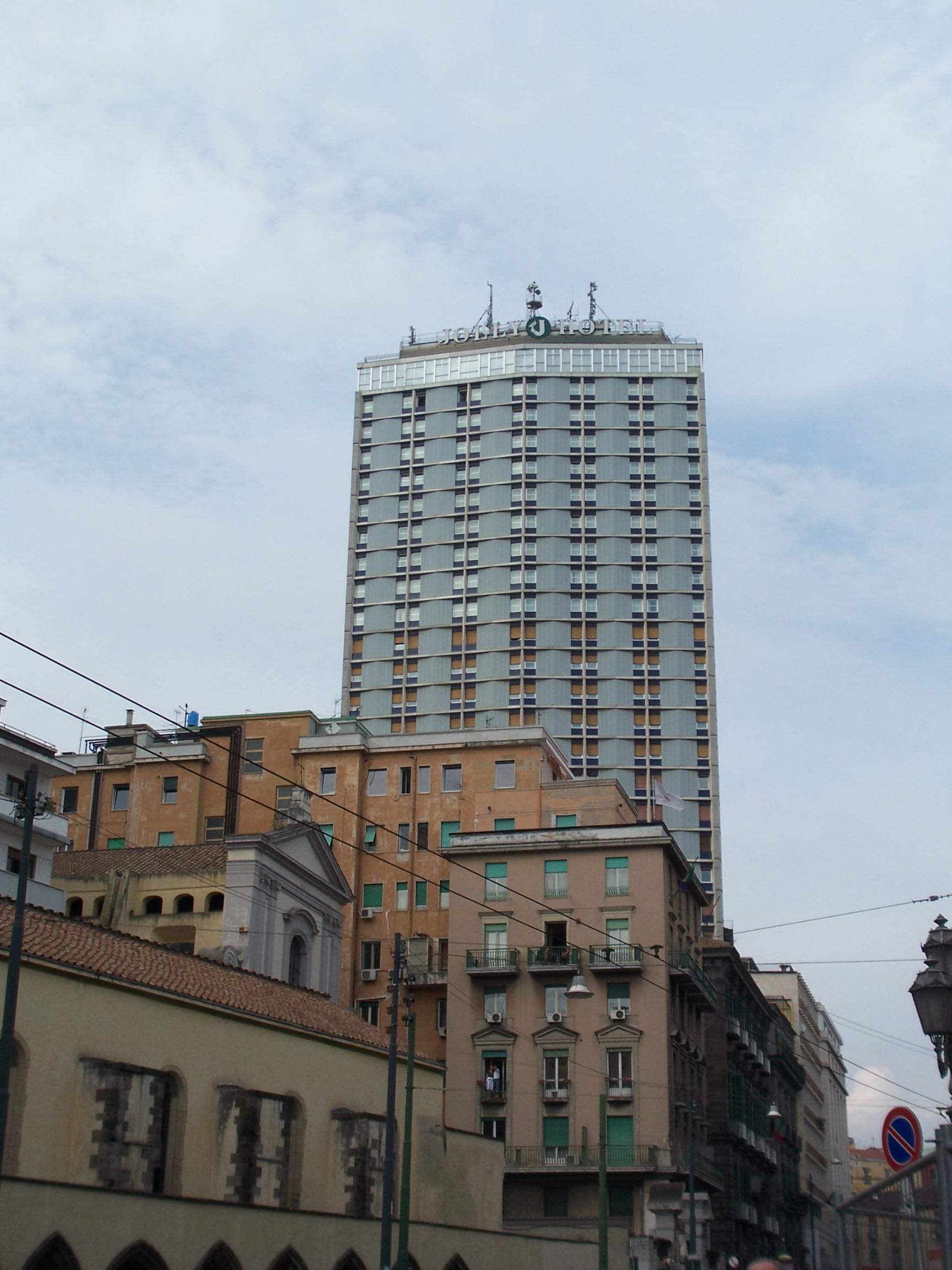
Ambassador's Palace Hotel

Giorgio di Simone (Nizza, 15 ottobre 1925 – Napoli, 7 dicembre 2018) è stato un architetto e scrittore italiano, autore prevalentemente di saggi di parapsicologia.

## Biografia
Nato a Nizza da genitori italiani, frequenta le scuole francesi fino al 1940 quando, a causa dell'entrata in guerra dell'Italia, tutta la famiglia deve trasferirsi a Napoli. Qui segue prima i corsi del Liceo Artistico, quindi quelli della Facoltà di Architettura, presso la quale si laurea nel 1951.
La sua carriera professionale ha inizio con il progetto di una palazzina a Roma, in via Pasteur. Nel 1954 entra come associato nello studio della Prof.ssa Stefania Filo Speziale, assieme all'Arch. Carlo Chiurazzi.
Intanto, nel 1952, sposa Maria Rosa Dall'Olio, con la quale ha due figli: Gloria (1954) e Marco (1958).
Nel 1953 organizza una mostra di quadri astratti, assieme all'architetto Carlo Chiurazzi e al pittore Paolo Coppola. La mostra, prima a Napoli, si attua nel locale, vicino all'Accademia di Belle Arti di Napoli, definito "La Bottega dell'Astrattismo", e di Simone viene intervistato dal giornalista Gino Grassi del Roma, che intitola poi l'articolo su sei colonne "Cosa vogliono gli astrattisti - Intervistati i missionari della pittura".
Il 1954 è anche l'anno della progettazione del primo grattacielo di Napoli, per la Società Cattolica di Assicurazioni (oggi Ambassador's Palace Hotel). Segue nel 1956 il progetto di una grande villa per l'armatore Luigi Grimaldi, in posizione panoramica. Tra i cento progetti, eseguiti dal 1953 e il 1985, quasi tutti realizzati, si distinguono quello per la villa Vitolo a Posillipo (1960), quelli per edifici d'abitazione di lusso e quelli urbanistici per varie aree della città di Napoli.
Nel frattempo, parallelamente, porta avanti la carriera universitaria, e nel 1984 ottiene la cattedra di Professore Associato di Arte dei Giardini e Architettura del Paesaggio, presso la Facoltà di Architettura dell'Università di Napoli, mentre nel 1962 aveva conseguito la libera docenza in Caratteri Distributivi degli Edifici.
Dagli anni '60, approfondisce studi sulla Parapsicologia cosiddetta di frontiera e comincia a scrivere libri su codesto tema, giungendo, nel 1979, a conseguire il Premio della Fondazione Svizzera per la Parapsicologia, in relazione all'importante volume Rapporto dalla Dimensione X (con la medianità di Corrado Piancastelli), che dal 1973 al 2006 avrà quindici edizioni, di cui l'ultima in CD.
Nel 1963 fonda, assieme ad altri, il Centro Italiano di Parapsicologia, e, con Carlo Trajna,  nel 1980 l'Istituto GNOSIS per la Ricerca Multidisciplinare sulla Ipotesi della Sopravvivenza. In funzione di questo il suo orientamento culturale si volge sempre più alla ricerca filosofica. Il suo libro Oltre l'Umano è consacrato alla dinamica e misteriosa individualità di Gustavo Adolfo Rol, con il quale Di Simone ebbe vari incontri, a Torino. 
Dal francese ha tradotto un volume di comunicazioni medianiche, dal titolo Uomo, ascolta; indi ha pubblicato in Francia due libri, sul medesimo tema.

## Libri di architettura
- L'abitazione e i Maestri dell'Architettura Contemporanea, Fausto Fiorentino Ed., Napoli 1961. Il libro riceve un'ottima recensione sulla maggiore rivista di Architettura dell'epoca.
- Immagine e Architettura dell'Ambiente, Faenza Ed., 1980.
- Paesaggio e Narrativa, F.lli Fiorentino Ed., Napoli 1991. Recensito.

## Libri di parapsicologia e di filosofia dell'esistenza
- Rapporto dalla Dimensione X, Ed.Mediterranee, Roma 1973-2006. (15 edizioni).
- Il Cristo Vero (Gesù oltre il mito dei Vangeli), Mediterranee Ed., Roma 1981-1988. (4 edizioni).
- Dialoghi con la Dimensione X, Ed.Mediterranee, Roma 1981-1988. (4 edizioni).
- Obe. Esperienze fuori dal corpo, Mediterranee Ed., Roma 1984. (2 edizioni).
- Colloqui con A, Ed.Mediterranee, Roma 1986-1989.
- Lo Specchio Incantato, Reverdito Ed., Trento 1987-1995. Autobiografia. (2 edizioni).
- L'Indomani della Morte, Ed.Mediterranee, Roma 1987. Con lo pseudonimo Dodekkan (ristampato col proprio nome nel 2011).
- Parapsicologia di Frontiera, Ed.Mediterranee, Roma 1989.
- I Segni dello Spirito, Ed.Mediterranee, Roma 1991.
- Se esiste l'Aldilà, Ed.Mediterranee, Roma 1994.
- L'Essere, Armando Ed., Roma 1994.
- Quando le stelle chiamano, a cura dell'Istituto Gnosis, Napoli 1996.
- Oltre l'umano: Gustavo A. Rol, Reverdito Ed., Trento 1996 (Ultima edizione, del 2019).
- Uomo ascolta, Ed.Mediterranee, Roma 1997. (Traduzione de "La tombe parle" di Symbole, anni '30; prefazione di Paola Giovetti e Silvio Ravaldini)
- Symbole, l'ultimo messaggio, Ed.Mediterranee, Roma 1999.
- Dialoghi con l'infinito (l'opera sconosciuta di Victor Hugo), Ed. Centro Studi Italiano di Parapsicologia, Genova 2001.
- L'Altra Realtà, Ed. Centro Studi Italiano di Parapsicologia, Genova 2003.
- Oltre il Muro invisibile, Ed.Mediterranee, Roma 2003.
- Dialoghi con l'eternità, a cura dell'Istituto Gnosis, Napoli 2004.
- L'Anticamera di Dio (I Testimoni dell'immortalità), Ed.Mediterranee, Roma 2007.
- Le sens de la vie humaine, JMG Ed., Agnieres, Francia 2008.
- Il Grande Viaggio alla Ricerca di Dio, Ed.Mediterranee, Roma 2009
- La Connessione Divina (La Luce di Dio), Ed. Centro Studi Italiano di Parapsicologia, Recco (GE) 2010.
- Zeus - Alceo e il destino degli Dei, Ed. Centro Studi Italiano di Parapsicologia, Recco (GE) 2012.
- L'Odissea umana e il non-silenzio di Dio, Ed. I libri del Casato, Siena 2012.
- Il soffio di Dio, Ed.Mediterranee, Roma 2013.
- Verso Dio, Ed.Mediterranee, Roma 2015.
- Dio e umanità, Ed. Le Due Torri, Bologna 2016.

| Controllo di autorità | VIAF (EN) 248844768 · SBN CFIV040814 |